# 德魯熱柳比夫卡 (卡利尼夫卡區)
49°27′29″N 28°36′45″E / 49.45806°N 28.61250°E
德魯熱柳比夫卡（烏克蘭語：Дружелюбівка）是位於烏克蘭西南部文尼察州裏赫米利尼克區的村莊，始建於1570年，面積1.91平方公里，海拔高度264米，2001年人口786，人口密度每平方公里411.3人。